# Microula stenophylla
Microula stenophylla är en strävbladig växtart som beskrevs av Wen Tsai Wang. Microula stenophylla ingår i släktet Microula och familjen strävbladiga växter. Inga underarter finns listade i Catalogue of Life.